# 俄羅斯—韓國關係

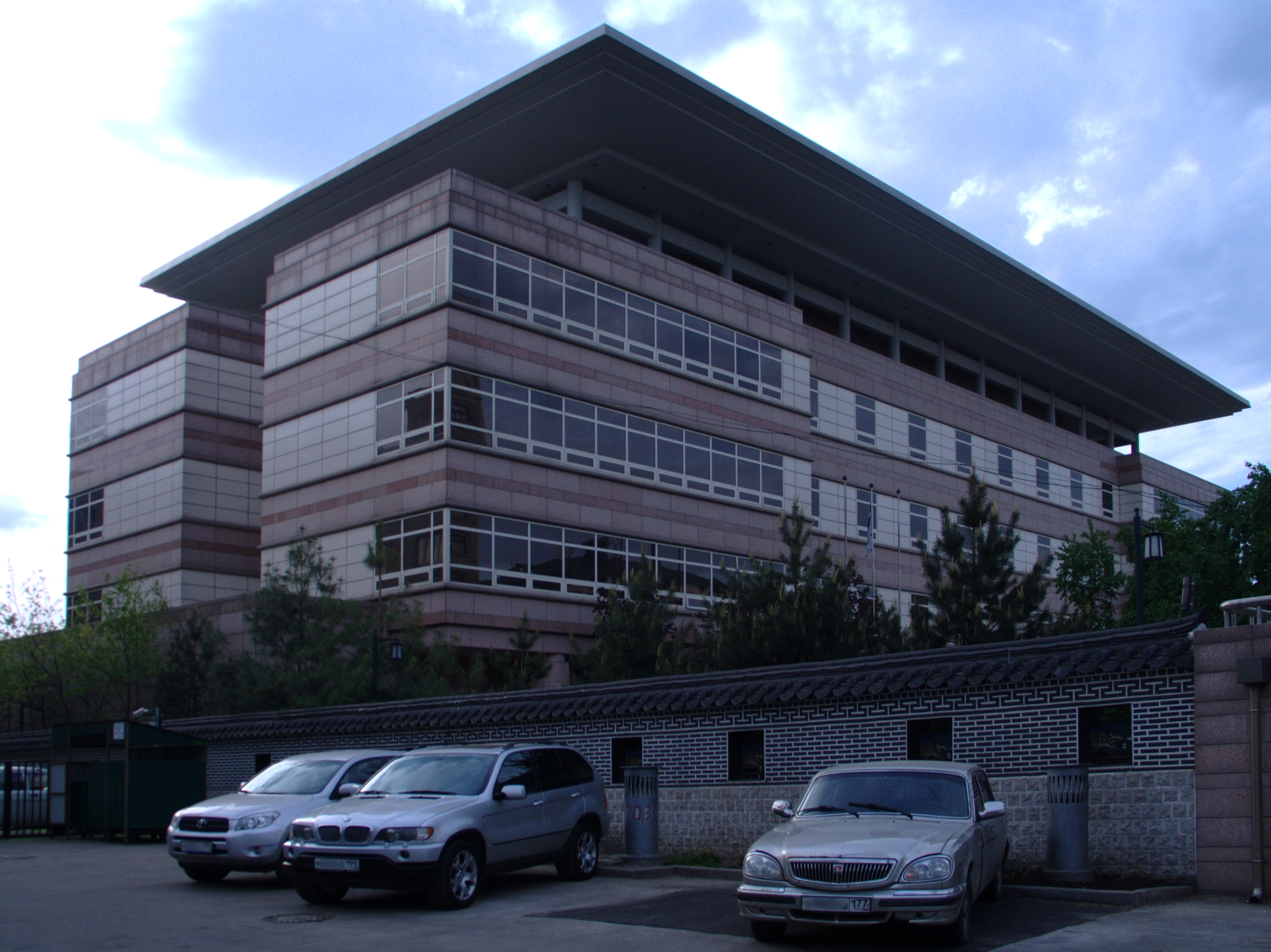
位于莫斯科的韩国驻俄大使馆

俄韓關係（俄语：Российско-южнокорейские отношения）或称韓俄關係（韓語：한러 관계）指韓國與俄羅斯两国的雙邊關係。两国于1990年9月30日正式建立外交关系。目前两国是“战略合作伙伴”。韩国在俄罗斯首都莫斯科设有驻俄大使馆，在圣彼得堡、海参崴、伊尔库茨克设有驻俄总领馆；俄罗斯在韩国首尔设有驻韩大使馆，在釜山设有驻韩总领馆。
韩俄两国间的双边贸易在2019年为223亿美元。双方公民可以免签证入境。

## 历史
1884年，俄罗斯帝国与朝鲜王朝首次建立正式外交关系。此后，沙俄不断在朝鲜半岛施加影响。朝鲜也通过俄国来遏制日本。1896年，沙俄通过帮助朝鲜高宗移驾俄国公使馆，成功推翻日本扶植的金弘集亲日内阁，史称“俄馆播迁”:200:177。次年，高宗在国内舆论的支持下成立大韩帝国。不过1905年俄国革命后的沙俄危在旦夕，在日俄战争中战败，从而丧失了对朝鲜半岛的影响:190。
二战结束后，分属冷战不同阵营的韩国与苏联几乎互无往来。20世纪70年代，随着国际冷战局势的缓和，两国开始了民间交流。1973年，韩国派团参加莫斯科举办的世界大学生运动会后，两国外交官开始逐步进行接触。1983年9月，由于苏联击落韩国KAL007客机，两国关系一度中断。1985年，新当选的苏共总书记戈尔巴乔夫提出与资本主义长期和平共处的“外交新思维”:284:235。此时的韩国也正在利用举办1988年奥运会的机会大力推行与社会主义阵营发展关系“北方政策”。两国最终于1990年9月30日正式建立外交关系:285。

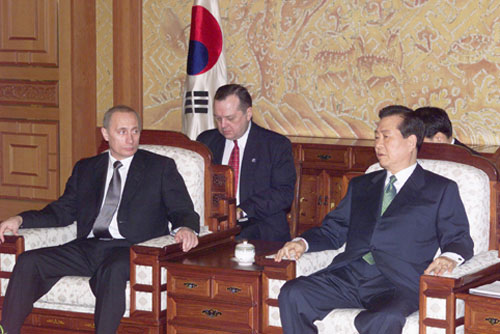
2001年2月，韩国总统金大中与访韩的俄罗斯总统普京

1991年苏联解体后，韩国与俄罗斯继承了外交关系。1992年11月，时任俄罗斯总统叶利钦出访韩国，双方签署了《韩俄基本关系条约》，宣布将两国关系发展成为尊重自由、民主、人权和重视市场经济原则的伙伴关系。叶利钦还表示支持韩朝在和平、民主、统一的原则下进行对话，并表示对朝苏友好条约中的不符合现实的部分进行修改。1994年6月，时任韩国总统金泳三对俄罗斯进行了国事访问，双方发表了《莫斯科共同宣言》，宣布将两国关系发展成为“建设性的互补伙伴关系”。1999年和2001年，时任韩国总统金大中和俄罗斯总统普京进行了互访。:285
2004年9月，时任韩国总统卢武铉出访俄罗斯时，双方将双边关系由“建设性的互补伙伴关系”升级为“相互信赖的全面伙伴关系”:285。两国还签订了一系列的经贸、能源合作协议。通过将购买俄罗斯现成石油和勘探开采油气项目相结合，韩国开拓了能源进口的新渠道，为经济安全发展提供了保障:164。2008年2月，李明博在韩俄建交18周年之际出访俄罗斯。他与时任俄罗斯总统梅德韦杰夫将两国关系从“全面合作伙伴”提升至“战略合作伙伴”:302-305。
在2022年2月俄羅斯入侵烏克蘭後，韩国跟隨歐美一同對俄羅斯進行制裁。同年3月7日，俄羅斯政府將韓國納入對其採取「不友善舉動」的國家與地區名單。
而自2022年5月起，俄、中兩國空軍派出的「東京急行」轟炸機機隊，除繞飛日本外，亦多次闖入韓國防空識別區。

## 经贸关系
韩俄两国自1989年互设贸易办事处以来，除1992年，1997-1998年个别年份因为苏联解体和亚洲金融危机的影响出现负增长外，双边贸易一直保持着高速增长的态势。1990年，韩俄两国双边贸易额仅为8.89亿美元，2000年增加到28.46亿美元，2007年达到150.6亿美元:285-286。2019年，韩俄两国双边贸易额已达223亿美元，与建交时相比，贸易增长超25倍。

## 太空合作
韩俄两国在2004年签有署航天合作协议。俄罗斯帮助韩国制造了“KSLV”轻型运载火箭的第一级。2008年4月，韩国首位宇航员乘坐俄联盟号宇宙飞船进入国际空间站。

## 文化交流
在正式外交承認之前，兩國之間已有文化交流的案例。 直到1970年代，主要通過韓國古典故事將韓國文學引入俄語地區相對活躍。

## 签证

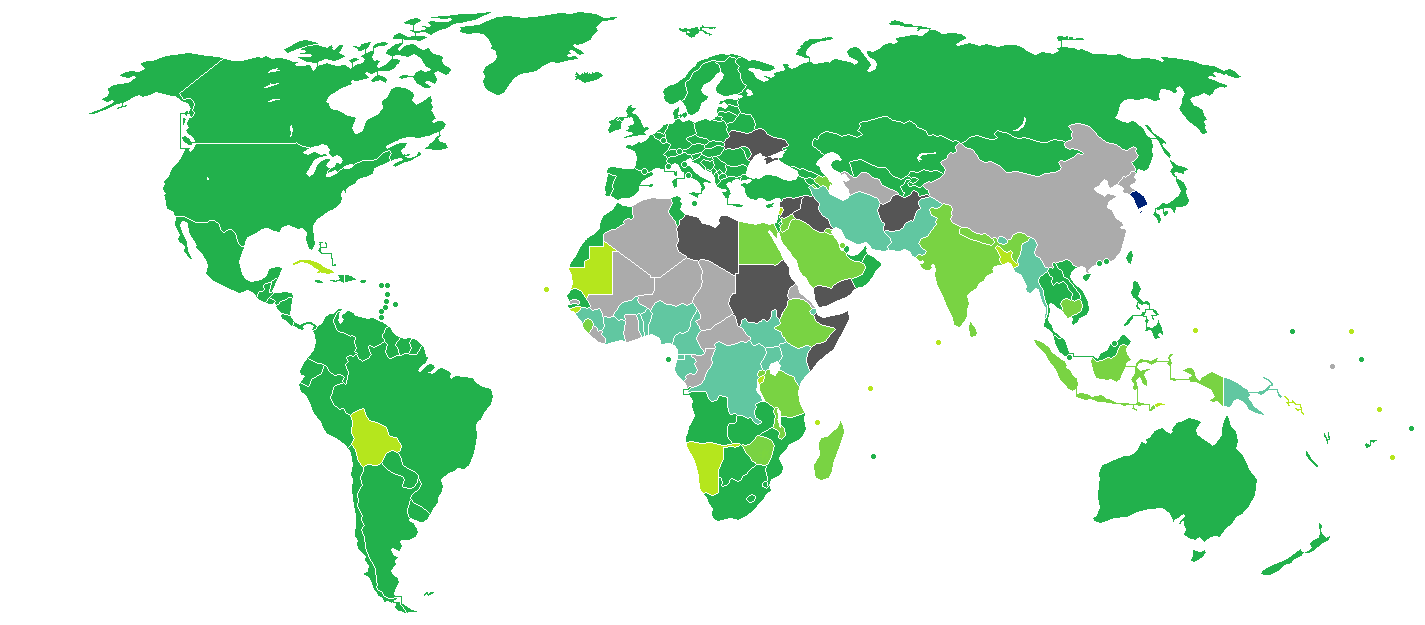
持韩国護照的韩国公民可以免簽證的方式入境俄罗斯。

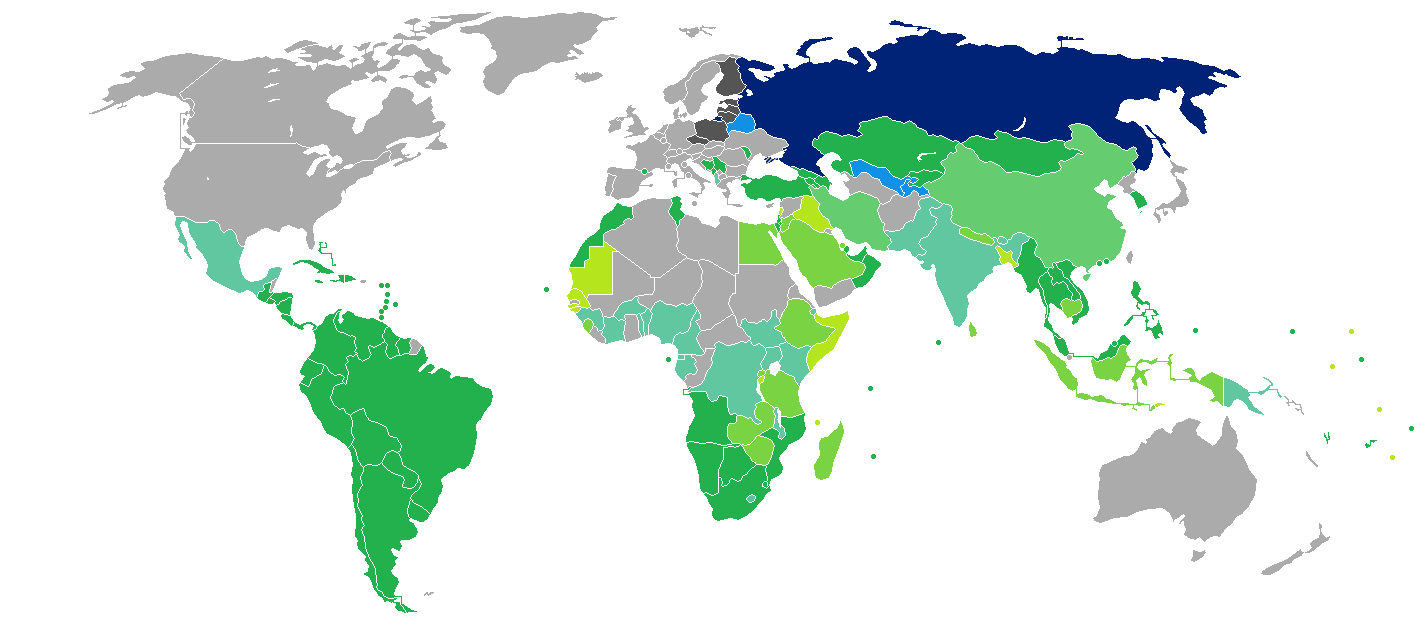
持俄罗斯護照的俄罗斯公民可以免簽證的方式入境韩国。

2014年起，持韩国护照的韩国公民可以免签证入境俄罗斯60天，韩国也给予了持俄罗斯护照的俄罗斯公民免签证入境60天的待遇。韩国护照因而成为发达国家之中极少数可免签证入境俄罗斯的护照。